# Lehmwohld

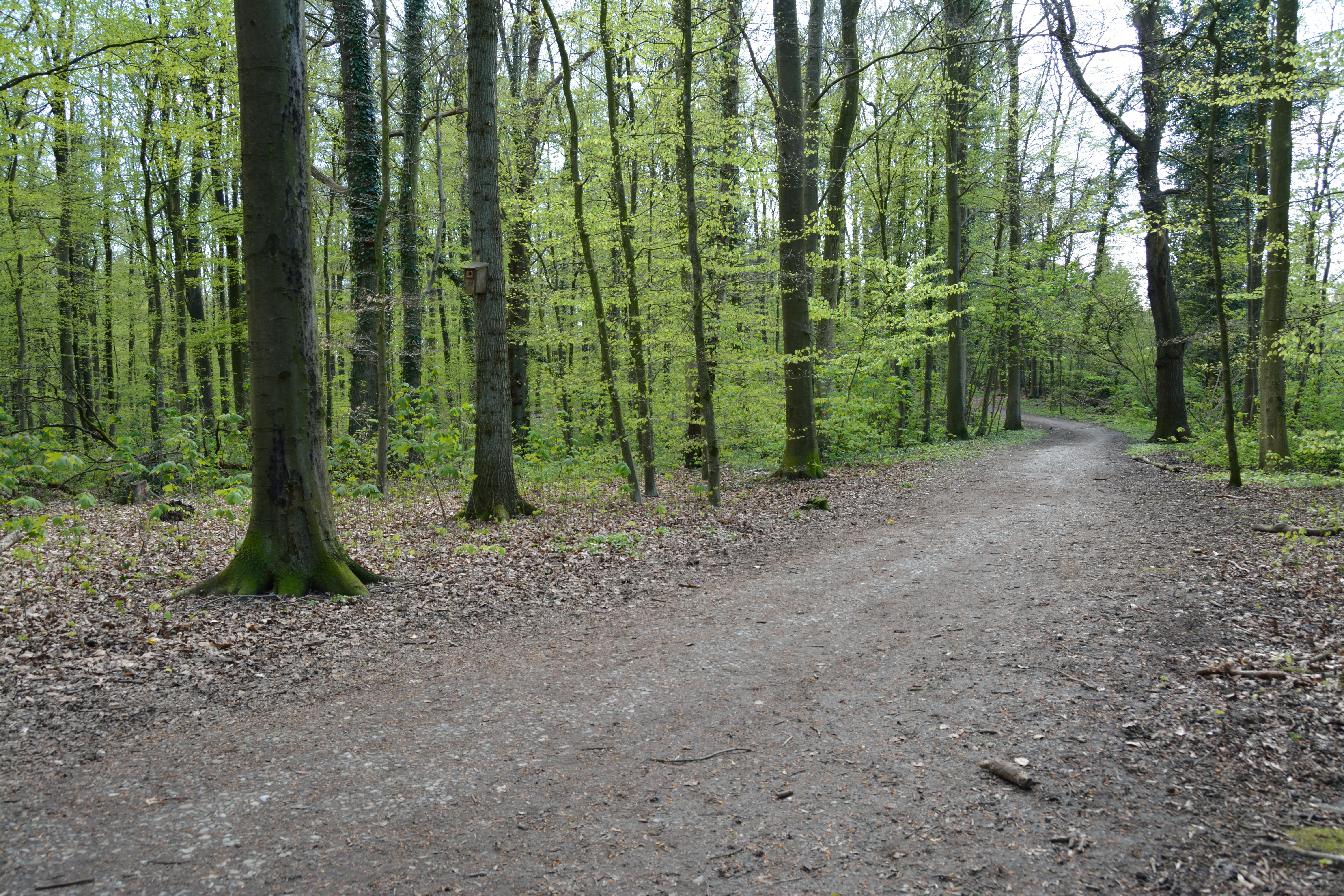
Im „Lehmwohld“

Koordinaten: 53° 56′ 12″ N, 9° 30′ 51″ O
Der Lehmwohld ist ein 20 ha großer Wald in Itzehoe im Kreis Steinburg in Schleswig-Holstein.

## Beschreibung
Die Waldfläche befindet sich zwischen dem Schwimmzentrum Itzehoe und dem Sophie-Scholl-Gymnasium. Er wurde wie der Hackstruck am 22. Oktober 1940 als Landschaftsschutzgebiet ausgewiesen.